# Nanoestructura
Una nanoestructura es una estructura con un tamaño intermedio entre las estructuras moleculares y microscópicas. Habitualmente se usa el término «nanoescala» para describir el tamaño de estas estructuras. Generalmente, estas estructuras experimentan efectos cuánticos que no son tan obvios en estructuras de mayor tamaño y tienen por tanto propiedades físicas especiales.
Para describir nanoestructuras necesitamos diferenciar entre el número de dimensiones en la nanoescala. Las superficies sin textura tienen una dimensión (el grosor de la superficie) del orden de nm. Los nanotubos tienen dos dimensiones en la nanoescala, mientras que su longitud puede ser mucho mayor. Finalmente, las nanopartículas esféricas tienen un tamaño del orden de nanómetros en la tres dimensiones. Los términos de nanopartículas y partículas ultrafinas (UFP) a menudo son usados como sinónimos aunque las UFP puede alcanzar el rango del micrómetro.
Aunque posiblemente los nanotubos de carbono son las nanoestructuras más conocidas, se ha encontrado u obtenido una considerable variedad de nanoestructuras, basadas en diferentes campos de la física o de la química.